# Stiftung Dr. J. E. Brandenberger
Die Stiftung Dr. Jacques Edwin Brandenberger ist eine Schweizer Stiftung mit Sitz in Obwalden. Sie prämiert seit 1990 jährlich herausragende Schweizer Persönlichkeiten, welche sich um die humanitäre Kultur, den sozialen Fortschritt oder die Hebung des Lebensstandards in besonderer Weise verdient gemacht haben. 
Die Stiftung trägt den Namen des Schweizer Chemikers Jacques E. Brandenberger. Dieser hatte sich durch verschiedene Erfindungen, vor allem aber durch die Erfindung der transparenten Viscosefolie Cellophan einen Namen als Chemiker gemacht. Der wirtschaftliche Erfolg des Cellophans bildete den Grundstein des beachtlichen Vermögens, das er seiner Tochter Irma Marthe Brandenberger hinterliess. Diese errichtete aus dem Erbe ihres Vaters testamentarisch die Stiftung, welche nach ihrem Tod im Jahre 1986 im Handelsregister des Kantons Zürich eingetragen wurde.
Der Preis der Stiftung ist mit 200.000 Franken einer der höchstdotierten Preise der Schweiz und wird vom Stiftungsrat auf Antrag einer Preiskommission verliehen, welcher renommierte Vertreter wissenschaftlicher, sozialer und kultureller Gremien angehören.

## Preisträger
- 1990: Hans Haug
- 1991: René Haller
- 1992: Alfred Berchtold
- 1993: Reni Mertens und Walter Marti
- 1994: Hans Christoph Binswanger
- 1995: Margherita Zoebeli
- 1996: Heinrich Schmid
- 1997: Jean-Claude Gabus
- 1998: Hans R. Thierstein
- 1999: Beat Anton Rüttimann
- 2000: Jürg Wyttenbach
- 2001: Christine Appenzeller
- 2002: Hans Rudolf Herren
- 2003: Cornelio Sommaruga
- 2004: Benediktinische Schwesterngemeinschaft St. Johann zu Müstair
- 2005: Walter Kälin
- 2006: Piergiorgio und Simonetta Tami
- 2007: Judith Keller
- 2008: Carl August Zehnder
- 2009: Dimitri
- 2010: Regula Ochsner
- 2011: Susana Fankhauser-Pérez de Léon
- 2012: Martin Wegelin[5]
- 2013: François Höpflinger
- 2014: Walter J. Ammann[6]
- 2015: Heidi Tagliavini
- 2016: Vreni Frauenfelder
- 2017: Marlyse Pietri
- 2018: Reto Knutti[7]
- 2019: Yvonne Kurzmeyer
- 2020: Enrico Morresi
- 2021: keine Verleihung
- 2022: Ariane Widmer Pham
- 2023: Marcel Tanner
- 2024: Pfadibewegung Schweiz[8]